# جوجل كيب
جوجل كيب (بالإنجليزية: Google Keep)‏ هي خدمة لتدوين وحفظ الملاحظات مقدمة من شركة جوجل، أُطلقت في 20 مارس 2013، وهي متاحة على متجر جوجل بلاي لنظام تشغيل الهواتف المحمولة أندرويد، وفي جوجل درايف كتطبيق ويب.
حيث يُمكِّن المستخدم بشكلٍ أساسي من استخلاص النصوص من الصور عن طريق تقنية التعرف الضوئي على الرموز (بالإنجليزية: Optical Character Recognition)‏، ويمكن نسخ التسجيلات الصوتية. وتسمح الواجهة بعرض عمود واحد أو عرض أعمدة متعددة. ويمكن تلوين الملاحظات وتسميتها للترتيب. كما أضافت التحديثات اللاحقة ميزة تثبيت الملاحظات، والتعاون في الملاحظات مع مستخدمي كيب الآخرين.

## وصلات خارجية
- الموقع الرسمي